# Leonci i Lena
Leonci i Lena (en alemany i originalment: Leonce und Lena) és una obra teatral amb format de comèdia, però força crítica, que fou escrita per l'alemany Georg Büchner la primavera del 1836, quan tenia 23 anys. Rere l'argument d'un príncep i una princesa que s'oposen al seu casament pactat per raons polítiques, s'hi encobreix una forta crítica a l'absolutisme de l'antic règim i el Vormärz i a la societat del segle xix que es guia per les aparences i per les falses relacions.
La primera representació en català d'aquesta obra va tenir lloc el 3 d'agost de 1963 a La Selva del Camp, per l'Escola d'Art Dramàtic Adrià Gual dirigida per Ricard Salvat, en una versió de Maria Aurèlia Capmany a partir de la traducció castellana de Julio Diamante. Al juny de 1977, traduïda directament de l'alemany per Carme Serrallonga, la va reestrenar a Barcelona la companyia del Teatre Lliure sota la direcció de Lluís Pasqual.